# Qualificazioni al Campionato africano femminile di pallacanestro 2025
Le qualificazioni per il Campionato africano di pallacanestro femminile 2025 misero in palio sette posti per gli Campionati africani 2025 che si sono tenuti in Costa d'Avorio.

## Qualificate di diritto
Grazie ai risultati della precedente edizione:
- Costa d'Avorio
- Ruanda
- Senegal
- Nigeria
- Mali

## Eliminatorie Zona I
Torneo non disputato

## Eliminatorie Zona II
Torneo non disputato.  Guinea unica partecipante e qualificata.

## Eliminatorie Zona III
Torneo non disputato.

## Eliminatorie Zona IV
Torneo disputato tra  Camerun e  RD del Congo
| Squadra      | P.ti | G | V | P | PF  | PS  | DP  |
| ------------ | ---- | - | - | - | --- | --- | --- |
| Camerun      | 4    | 2 | 2 | 0 | 142 | 99  | +43 |
| RD del Congo | 2    | 2 | 0 | 2 | 99  | 142 | -43 |

## Eliminatorie Zona V
Torneo a cinque squadre disputato al Cairo (Egitto) tra il 3 e il 7 febbraio 2025. Squadre partecipanti:  Egitto,  Uganda,  Kenya,  Burundi e  Sudan del Sud. Qualificate  Egitto,  Uganda e  Sudan del Sud.

## Eliminatorie Zona VI
Torneo disputato tra  Angola e  Mozambico
| Squadra   | P.ti | G | V | P | PF  | PS  | DP |
| --------- | ---- | - | - | - | --- | --- | -- |
| Angola    | 3    | 2 | 1 | 1 | 109 | 108 | +1 |
| Mozambico | 3    | 2 | 1 | 1 | 108 | 109 | -1 |

Wild card a  Mozambico

## Eliminatorie Zona VII
Torneo non disputato.